# Wolność i Praworządność

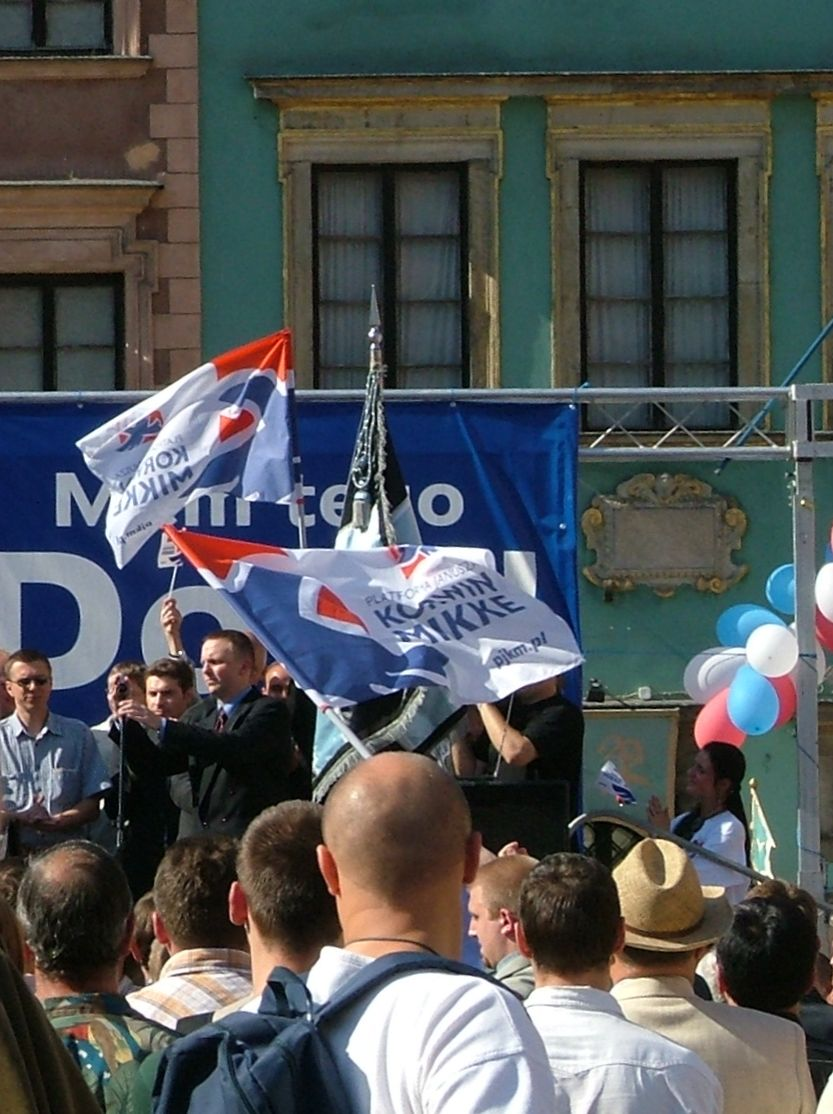
Wiec wyborczy PJKM w Warszawie (2005)

Wolność i Praworządność (WiP) – polska prawicowa partia polityczna o charakterze konserwatywno-liberalnym i eurosceptycznym.
Została zarejestrowana 22 czerwca 2005 jako Platforma Janusza Korwin-Mikke (PJKM), jako tymczasowy twór na potrzeby najbliższych wyborów, po których miała zostać rozwiązana. Utworzona z inicjatywy Janusza Korwin-Mikkego, który jednak do niej nie wstąpił, delegując doń kilkunastu swoich zaufanych współpracowników. Ugrupowanie wzięło udział w wyborach parlamentarnych i prezydenckich w 2005. Z list partii startowali głównie członkowie Unii Polityki Realnej, ale także inne osoby, jak np. Bogusław Wolniewicz czy Andrzej Pilipiuk. Wbrew wcześniejszym zapowiedziom, PJKM nie została rozwiązana. Od tej pory pełniła rolę koła ratunkowego dla frakcji Janusza Korwin-Mikkego, który stopniowo tracił wpływ na Unię Polityki Realnej. W 2009, po wystąpieniu z UPR, Janusz Korwin-Mikke przystąpił do tej partii i objął w niej przewodnictwo. Wkrótce ugrupowanie przyjęło nazwę „Wolność i Praworządność”, a 9 października 2010 podjęło decyzję o połączeniu się z grupą działaczy wywodzących się z UPR i skupionych wokół Stanisława Żółtka, w celu utworzenia formacji Unia Polityki Realnej – Wolność i Praworządność (obecny Kongres Nowej Prawicy). Partia ta została zarejestrowana 25 marca 2011, a dzień wcześniej decyzją sądu WiP przestała istnieć.

## Historia partii
Po nieudanych próbach wejścia UPR w sojusze wyborcze oraz w związku z problemami wewnętrznymi tego ugrupowania Janusz Korwin-Mikke zdecydował się założyć partię pod własnym imieniem. Nazwa partii celowo miała nasuwać skojarzenie z Januszem Korwin-Mikkem – gdyż, według niego samego, dużo więcej ludzi znało jego nazwisko niż UPR.
22 czerwca 2005 została zarejestrowana partia o nazwie „Platforma Janusza Korwin-Mikke”. Partia w wyborach do Sejmu RP V kadencji nie przekroczyła 5% progu wyborczego. W 2006 Platforma Janusza Korwin-Mikke zawiesiła działalność, jednak nie została wykreślona z rejestru partii politycznych.
28 marca 2009 Janusz Korwin-Mikke ogłosił pomysł reaktywacji PJKM i startu w wyborach do Parlamentu Europejskiego. Ostatecznie koncepcja ta upadła, a Janusz Korwin-Mikke poparł komitet UPR.
17 października 2009 Janusz Korwin-Mikke wystąpił z UPR, mimo że partia ogłosiła go już kandydatem w wyborach prezydenckich. Polityk reaktywował równocześnie ciągle będącą zarejestrowaną PJKM.
11 listopada 2009 odbył się konwent Platformy Janusza Korwin-Mikke, na którym przegłosowano zmianę nazwy na Wolność i Praworządność oraz uchwalono program partii i wybrano nowe władze. Funkcję prezesa objął Janusz Korwin-Mikke. 30 grudnia 2009 zmianę nazwy partii z PJKM na WiP zatwierdził sąd.
Postanowieniem sądu z 6 października 2010 WiP została wyrejestrowana z ewidencji partii politycznych. 3 dni później na konwencie w Krakowie przyjęto uchwałę zalecającą członkom WiP wstępowanie do Unii Polityki Realnej Stanisława Żółtka, w celu utworzenia ugrupowania Unia Polityki Realnej – Wolność i Praworządność (obecny Kongres Nowej Prawicy). 3 grudnia wniosek o rejestrację partii został złożony. Prawna likwidacja WiP zakończyła się 24 marca 2011, a UPR-WiP zarejestrowana została dzień później. Janusz Korwin-Mikke został prezesem, a dotychczasowi wiceprezesi WiP objęli stanowiska II i IV wiceprezesa nowej partii.

### Udział partii w wyborach

#### Wybory parlamentarne w 2005
- Numer listy: 12
- Wynik w skali kraju: 1,57%
- Liczba kandydatów na posłów: 560
- Liczba zdobytych mandatów poselskich: 0
- Liczba kandydatów na senatorów: 13
- Liczba zdobytych mandatów senatorskich: 0

PJKM zarejestrowała się we wszystkich okręgach wyborczych z wyjątkiem okręgu Sieradz. Platforma Janusza Korwin-Mikkego otrzymała w kraju w wyborach do Sejmu 185 885 głosów, tj. 1,57%, co nie pozwoliło na otrzymanie finansowania z budżetu państwa (wymagane 3% głosów) i uzyskanie miejsc w Sejmie. Najlepszy wynik PJKM uzyskała w okręgu Sosnowiec – 2,81%. W wyborach do Senatu partia wystawiła kilkunastu kandydatów (m.in. byłego posła Władysława Reichelta), którzy uzyskiwali od 5,5 do 12,5% w okręgu. Żaden z nich nie zdobył mandatu.

##### Niektórzy kandydaci PJKM w wyborach w 2005
- Janusz Korwin-Mikke
- Bogusław Wolniewicz
- Jacek Boroń
- Krzysztof Bukiel
- Andrzej Pilipiuk
- Wacław Przybyło
- Robert Stiller
- Witold Stanisław Michałowski

#### Wybory prezydenckie w 2005
W wyborach prezydenckich w 2005 Platforma Janusza Korwin-Mikkego zebrała ponad 180 tys. podpisów (wymagane 100 tys.) i zarejestrowała swojego kandydata na prezydenta RP – Janusza Korwin-Mikkego, który uzyskał 1,43% głosów i zajął 6. miejsce spośród 12 kandydatów.

#### Wybory prezydenckie w 2010
W wyborach prezydenckich w 2010 Wolność i Praworządność zebrała 138 tys. podpisów, by zarejestrować swojego kandydata na prezydenta RP – Janusza Korwin-Mikkego. Uzyskał on 416 898 głosów poparcia (2,48%), co dało mu czwarty wynik spośród dziesięciu kandydatów.

#### Wybory samorządowe w 2010
W wyborach samorządowych w 2010 WiP wspólnie m.in. z popierającymi Stanisława Żółtka działaczami UPR startowała w ramach komitetu wyborczego „Ruch Wyborców Janusza Korwin-Mikke”, którego pełnomocnikiem wyborczym był Tomasz Sommer. Komitet wystawił listy kandydatów głównie do sejmików, co miało miejsce w 13 województwach. Najlepsze rezultaty RW JKM uzyskał w województwach małopolskim (2,69%) i mazowieckim (2,32%). W skali kraju kandydaci RW JKM uzyskali 1,22% głosów, co dało 7. miejsce spośród wszystkich komitetów. Komitet wystawił również kilku kandydatów na prezydentów miast. Lider WiP Janusz Korwin-Mikke wystartował na prezydenta Warszawy, zajmując 4. miejsce z wynikiem 3,90% głosów.

## Program partii
Przed wyborami w 2005 partia postulowała m.in.:
- deregulację rynku
- likwidacja wymaganych w obecnej sytuacji pozwoleń, licencji, koncesji, itp.
- zniesienie przymusu składek na ZUS
- utworzenie funduszu emerytalnego
- zniesienie poboru do wojska
- wprowadzenie kary śmierci dla morderców
- zaostrzenie wyroków za rabunki i kradzieże na szkodę osób fizycznych
- zmniejszenie liczebności Senatu do 32 senatorów oraz Sejmu do 120 posłów
- odebranie rządowi prawa do projektowania ustaw na rzecz planowanej do utworzenia Rady Stanu
- zwiększenie środków przeznaczanych na wojsko, policję i służby specjalne przy jednoczesnym odebraniu im możliwości ingerowania w gospodarkę
- wprowadzenie kilkuletniego (6 lat) okresu przejściowego pomiędzy uchwaleniem ustawy zmieniającej zasady opodatkowania a jej wejściem w życie
- całkowitą prywatyzację placówek oświatowych i służby zdrowia
- zniesienie dotacji na kulturę
- zlikwidowanie mediów państwowych

Do wyborów w 2005 PJKM szła pod hasłem „Precz z pięcioma B” (biurokracją, bezrobociem, biedą, bezprawiem, bałaganem).
Szczegółowy program był identyczny z programem gospodarczym Unii Polityki Realnej, zatwierdzonym przez Radę Główną UPR 27 listopada 2004.

## Organizacja partii
Organami statutowymi partii były: konwent (składający się z członków partii), prezydium rady (składające się z prezesa, I i II wiceprezesa, sekretarza oraz skarbnika), rada (mogąca liczyć od 15 do 21 osób) oraz komisja rewizyjna (trzyosobowa). Istniała także kilkuosobowa rada honorowa.

### Prezesi PJKM i WiP
- od 22 czerwca 2005 do 20 października 2009 – Stanisław Kalinkowski
- od 20 października 2009 (do 11 listopada 2009 jako p.o.) do 24 marca 2011 – Janusz Korwin-Mikke